# Ricardo Macarrón Piudo
Ricardo Macarrón Piudo, nacido en Vitoria, fue un arquitecto, militar y político español.

## Trayectoria
Hijo de Urbano Macarrón. Estudió en la Academia de Infantería. Como primer teniente de Infantería, ingresó en la Guardia civil en 1909. Desarrolló en paralelo su carrera militar dentro de la Guardia civil con la de arquitecto. Como técnico del Ministerio de la Gobernación estuvo ligado a la Dirección General de Seguridad y a la de Beneficencia General. En 1936 era Teniente Coronel de la Guardia civil y jefe de la Comandancia de Pontevedra. Fue nombrado delegado de orden público en Vigo por el gobernador Gonzalo Acosta Pan el 17 de julio de 1936.
Tras la sublevación del 18 de julio de 1936 fue nombrado delegado de Orden público de Pontevedra y gobernador civil en agosto. Cesó en el cargo a finales de marzo de 1937 para ser destinado a Guipúzcoa. Pasó a la situación de disponible gubernativo en junio. Fue dado de baja por desafecto al Movimiento Nacional en septiembre de 1937. Después pasó al Servicio de Recuperación del Patrimonio Artístico Nacional.
La sus obras más conocidas como arquitecto son el Centro de Salud Sandoval en Madrid (1928) y el Colegio de él Santo Ángel para huérfanos de la Policía Nacional en Carabanchel (1928-1936).

## Vida personal
Se casó con Carolina Cenzano Godoy en 1910.